# Kraken (roman)
Pour les articles homonymes, voir Kraken.
Kraken (titre original : Kraken) est un roman de fantasy de l'écrivain britannique China Miéville, publié en 2010 puis traduit en français et publié chez Fleuve noir en 2013. 

## Résumé
L'une des pièces maîtresses du musée d'histoire naturelle de Londres, le calmar géant, disparaît dans son caisson sans laisser de traces. Le conservateur qui a constaté la disparition, Billy Harrow, est interrogé par la police. Le commissaire Baron, chargé de l'enquête, lui avoue qu'il soupçonne une secte adoratrice du dieu Kraken. Billy serait dans leur ligne de mire à cause de ses connaissances sur l'animal, et Baron lui demande de se joindre à son équipe. En retour, il serait protégé.
Revenu chez lui, Billy est enlevé par des êtres bizarres qui se déplient d'eux-mêmes et font disparaître leurs victimes sans laisser de traces. Goss et Subby, deux tueurs à gages munis de pouvoirs spéciaux, l'emmènent chez le Tatoué, le tatouage d'un punk qui parle et pense tout seul comme s'il avait une vie propre. Celui-ci lui demande où est le calmar disparu. Évidemment, Billy ne sait que dire. Il est sauvé de justesse par Dane Parnell, un gardien du musée qui avait disparu en même temps que le calmar. Celui-ci l'emmène chez sa secte, adoratrice du dieu Kraken, dont le chef est surnommé le Teuthex. Billy passe quelques jours dans la secte afin d'être protégé contre la bande du Tatoué. Il dort avec des hallucinogènes car le Teuthex veut savoir à quoi il rêve pendant ses sommeils. Billy rêve du kraken mais il lui semble impossible de le raconter. Finalement, il part avec Dane Parnell à la recherche du calmar disparu.
Désormais, plusieurs groupes sont à la recherche de Billy : la police, les adorateurs du Kraken, le gang du Tatoué. Pour retrouver le calmar géant, Billy et Dane font appel à plusieurs alliés : Wati, Jason Smyle et Fitch sont parmi ceux-là. Grâce à Wati, ils retrouvent le nom de celui qui l'a fait disparaître. Il s'agit de Simon Shaw, un maniaque de Star Trek, qui aurait réussi à téléporter l'animal pour le compte d'une londremancienne, Saira Mukhopadhyay, assistante de Fitch. Fitch, interrogé par les deux amis, est bien celui qui a payé Shaw pour voler le kraken pour le protéger. En attendant d'avoir des explications plus claires, Billy et Dane sont attaqués par des inconnus. Billy parvient à s'en tirer mais pas Dane qui est enlevé. Ses ravisseurs, des membres d'obédience nazie, travaillent pour le compte du Tatoué. Celui-ci leur demande de le faire parler. Mais Billy, aidé par la mer, réussit à le faire évader. Les deux hommes, de même que la police, en arrivent à la même conclusion : la fin du monde arrivera si tout continue de se passer ainsi. Saira et Fitch emmènent les deux amis au camion dans lequel ils ont entreposé le kraken, en dehors de Londres.
Le soir où doit avoir lieu l'apocalypse, Billy et Dane assistent à un combat entre gangs rivaux dans un terrain vague. C'est là qu'ils réussissent à capturer le Tatoué afin de le neutraliser, car ils le soupçonnent d'être l'un des déclencheurs de la fin du monde. Mais Grisamentum, un autre sorcier chef de gang que l'on croyait mort, refait surface et lui aussi veut le kraken. Pour cela, il fait massacrer les adorateurs du Kraken, dont faisait partie Dane, et leur vole leur bibliothèque dans laquelle est entreposée toutes les connaissances sur le kraken.
Paul, le corps dans lequel le Tatoué est imbriqué, parvient à s'enfuir avant que Fitch et sa bande ne le tuent. Il parvient à éliminer Goss et Subby, les hommes de main du Tatoué, avant qu'il ne se fasse arrêter par la police. Pendant ce temps, Billy, Dane et les londremanciens luttent contre le gang de Grisamentum, qui veut toujours s'emparer du kraken. C'est Grisamentum qui gagne et Dane est tué dans la bataille. Billy et quelques londremanciens parviennent à s'enfuir dans le camion où est caché le kraken mais Grisamentum sait maintenant où il est et prépare ses forces pour l'acte final. Billy demande l'aide de Simon Shaw qui téléporte le kraken dans l'ambassade de la mer. Grisamentum force l'ambassade et tente de fusionner avec le kraken. C'est un échec pour lui. La fin du monde n'aura pas lieu.

## Personnages
- Billy Harrow : conservateur au Musée d'histoire naturelle de Londres. Spécialiste des céphalopodes. Il tente de retrouver le kraken disparu.
- Dane Parnell : gardien au Musée d'histoire naturelle de Londres. Membre de la secte des adorateurs du Kraken. Il aide Billy à retrouver l'animal disparu.
- Commissaire Baron : policier à la tête de la BCIS, la Brigade des Crimes Intégristes et Sectaires. Il est chargé de l'enquête sur la disparition du calmar.
- Patrick Vardy : professeur de psychologie à la London Central University. Il travaille également pour la BCIS sous les ordres de Baron.
- Kath Collingswood : constable de la police londonienne. Membre de l'équipe chargée d'enquêter sur la disparition du calmar géant.
- Goss et Subby : hommes de main du Tatoué. Muni de pouvoirs spéciaux, ils auraient plusieurs siècles. Ils sont particulièrement cruels.
- Moore : surnommé le Teuthex. Chef de la secte des adorateurs du Kraken.
- Wati : originellement, il était un chaouabti, une figurine égyptienne créée par des humains pour exécuter certains travaux. Il a organisé une grève des chaouabtis puis a pénétré dans le monde des vivants où il a organisé des désobéissances contre les hommes. Il s'agit d'un esprit qui pénètre dans les monuments de Londres pour pouvoir communiquer avec les humains.
- Fitch : chef des londremanciens, un groupe d'haruspices auquel Billy et Dane font appel pour connaître l'avenir. Ce sont eux qui ont subtilisé le calmar géant.
- Saira Mukhopadhyay : assistante de Fitch. C'est elle qui a organisé le vol du kraken.
- Simon Shaw : maniaque de Star Trek, il a réussi à trouver de véritables objets de la télésérie comme des phaseurs et des téléporteurs.
- Jason Smyle : surnommé le caméléon prolétarien. Toutes les personnes qui le rencontrent croient le reconnaître.
- Paul : porteur du Tatoué. Punk. Son expérience avec les magiciens différents qu'il rencontre lui permet finalement, contre toute attente, d'éliminer Goss et Subby, réputés invincibles.
- Marginalia, dite Marge : amie de Billy. Elle recherche son compagnon Leon, ignorant qu'il a été assassiné par Goss et Subby.
- Grisamentum : chef d'un gang rival du Tatoué. Il se fait passer pour mort car il a réussi à survivre en fusionnant avec de l'encre dont il semble se nourrir. Il veut s'emparer du kraken pour fusionner avec lui.

## Accueil critique
Dans sa critique pour The Guardian, Damien G. Walter affirme que « Kraken donne l'impression que le style de China Miéville, façonné et enrichi petit à petit à travers ses romans, est ici en recul, un recul peut-être voulu et ayant pour but de détendre ses muscles créatifs devenus raides face aux contraintes de sériosité du courant New Weird (en). Miéville se met à la comédie noire avec une délectation presque inconvenante ». De même, dans une critique initialement publiée dans The Sydney Morning Herald, James Bradley observe que « [Kraken est] l'œuvre dont le style est le plus exubérant à ce jour, pas seulement glorieux sur la forme, mais également follement créatif, mariant une oreille merveilleuse pour les rythmes de l'anglais londonien avec le jargon semi-scientifique et un peu fêlé de la littérature occulte ».
En France, Magda Dorner affirme sur ActuSF que le roman « fait penser à du Vandermeer survolté, en encore plus sombre et chaotique, avec un contrepoint d’humour noir comme l’encre et parfaitement Monty Pythonesque, qui valse constamment du pince-sans-rire au jeu de mots gratuit avec une maîtrise du langage et de l’histoire qui forcent l’admiration ». Pour sa part, Laurent Leleu souligne dans la revue Bifrost que China Miéville « acquitte honorablement son tribut aux grands anciens, Lovecraft, William Hope Hodgson et Herman Melville, tout en apportant un zeste d’insolence et d’esprit punk bienvenus dans une fantasy dominée par les mêmes recettes et clichés ».

### Récompenses
Kraken a remporté le prix Locus du meilleur roman de fantasy 2011 et le prix Masterton du meilleur roman étranger 2014.

## Éditions
- Kraken, Macmillan, 7 mai 2010, 481 p.  (ISBN 0-333-98950-3)
- Kraken, Fleuve noir, coll. « Rendez-vous ailleurs », 13 juin 2013, trad. Nathalie Mège, 558 p.  (ISBN 978-2265094581)
- Kraken, Pocket, coll. « Science-fiction » no 7150, 8 octobre 2015, trad. Nathalie Mège, 768 p.  (ISBN 978-2266242516)